# Les de l'hoquei
Les de l'hoquei (br: Minas do Hóquei) é uma série de televisão em língua catalã de 2019 produzida pela Brutal Media TV3, um o canal oficial catalão. Teve sua estreia em 29 de abril de 2019. Inicialmente, foi um projeto deconclusão decurso de 4 alunos que cursaram "Comunicació Audiovisual" (traduzido como: "comunicação audiovisual") na Universidade Pompeu Fabra: Laura Azemar, Ona Anglada, Natàlia Boadas e Marta Vivet. Eles apresentaram o projeto ao Pitching Audiovisual of the Audiovisual Cluster of Catalonia, cujo objetivo principal é conectar e criar uma rede com todos os elementos e instituições da área audiovisual. Despertou o interesse de diferentes produtoras catalãs, entre as quais se encontrou a Brutal Media, que finalmente deu forma ao projeto. É sobre um time feminino de hóquei em patins e uma comunidade de pessoas envolvidas com o hóquei.
A série foi agraciada com o prêmio igualdade do CIMA na FesTVal . O CIMA é uma associação criada por mulheres com o objetivo de incentivar a presença feminina nos meios audiovisuais.
Foi adicionado ao catálogo da Netflix em setembro de 2019.

## Sinopse
As jogadoras de uma equipe feminina de hóquei sobre patins buscam a vitória e tentam conciliar escola, família e paqueras.

## Elenco
| Ator/Atriz                 | Personagem                        | Temporada    |
| Ator/Atriz                 | Personagem                        | 1ª           |
| Principal                  | Principal                         | Principal    |
| -------------------------- | --------------------------------- | ------------ |
| Iria del Río               | Anna Ricou Mas                    | Principal    |
| Mireia Oriol               | Lorena Sánchez Ballart            | Principal    |
| Natàlia Barrientos         | Berta Figuera Terrats             | Principal    |
| Dèlia Brufau               | Emma Ricou Mas                    | Principal    |
| Júlia Gibert               | Raquel Alcober Monforte           | Principal    |
| Asia Ortega                | Florencia "Flor" Vilamayor        | Principal    |
| Yasmina Drissi             | Laila Bakri                       | Principal    |
| Claudia Riera              | Gina Camps                        | Principal    |
| Recorrente                 |                                   |              |
| Nil Cardoner               | Òscar Sánchez Ballart             | Recorrente   |
| Nora Navas Garci           | Júlia Terrats Herraiz             | Recorrente   |
| Mireia Aixalà              | Sílvia Ballart Monteserín         | Recorrente   |
| Xúlio Abonjo Escudero      | Pela                              | Recorrente   |
| Guillermo Lasheras i Tebar | Quim Puigdevall Centelles "Putxi" | Recorrente   |
| Marc Clotet                | Germán Ruestes Hernández          | Recorrente   |
| Juli Fàbregas              | Santi Ricou Prats                 | Recorrente   |
| Pablo Hernández            | Nil Ricou Montagut                | Recorrente   |
| Gemma Brió i Zamora        | Olga Terrats Herraiz              | Participação |
| Hamid Krim                 | Youssef Bakri                     | Recorrente   |
| Josep Linuesa              | Enric Ricou Prats                 | Recorrente   |
| Jan Mediavilla             | Bernat                            | Recorrente   |
| Aida Oset                  | Montse Pagès Cuesta               | Recorrente   |
| Guim Puig                  | Lluc Ferrer Raventós              | Recorrente   |
| Àgata Roca                 | Núria Mas Pujol                   | Recorrente   |
| Romina Cocca               | Paulina Vilamayor Astudillo       | Recorrente   |